# Bretschneidera sinensis
Bretschneidera sinensis is de botanische naam van een boom die voorkomt in west China. De boom heeft geveerd samengesteld blad.
Traditioneel wordt de soort geacht in zijn eentje het geslacht Bretschneidera te vormen, alsook de familie Bretschneideraceae. Volgens het APG II-systeem (2003) wordt (optioneel) hetzij deze familie gehandhaafd hetzij de boom ingevoegd in de familie Akaniaceae. De soort staat op de Rode Lijst van de IUCN geklasseerd als 'bedreigd'.